# Aleksander Michał Łaszcz
Aleksander Michał Łaszcz herbu Prawdzic (zm. po 27 października 1719 roku a przed 3 marca 1720 roku) – wojewoda bełski 1710–1720, kasztelan bełski 1699–1710, starosta grabowiecki, jasielski, starosta medycki, rotmistrz królewski, pułkownik pospolitego ruszenia województwa bełskiego w 1702 roku.
Był posłem województwa bełskiego na sejm konwokacyjny 1696. Po zerwanym sejmie konwokacyjnym 1696 roku przystąpił 28 września 1696 roku do konfederacji generalnej. Poseł na sejm pacyfikacyjny 1699 roku z województwa bełskiego. Był członkiem konfederacji sandomierskiej 1704 roku. 
W 1715 roku odznaczony Orderem Orła Białego, poświęcił całe swoje życie pomaganiu innym, zgodnie z zasadą Non Sibi.